# 미분대수방정식
미분대수방정식(differential-algebraic equation, DAE)은 대수방정식에 미분계수가 포함되어, 단순한 적분으로는 해결할 수 없는 방정식이다. 진자 방정식이 대표적인 미분대수방정식이다.

## 같이 보기
- 지연미분방정식
- 모델리카